# St. Sebastian (Thonlohe)

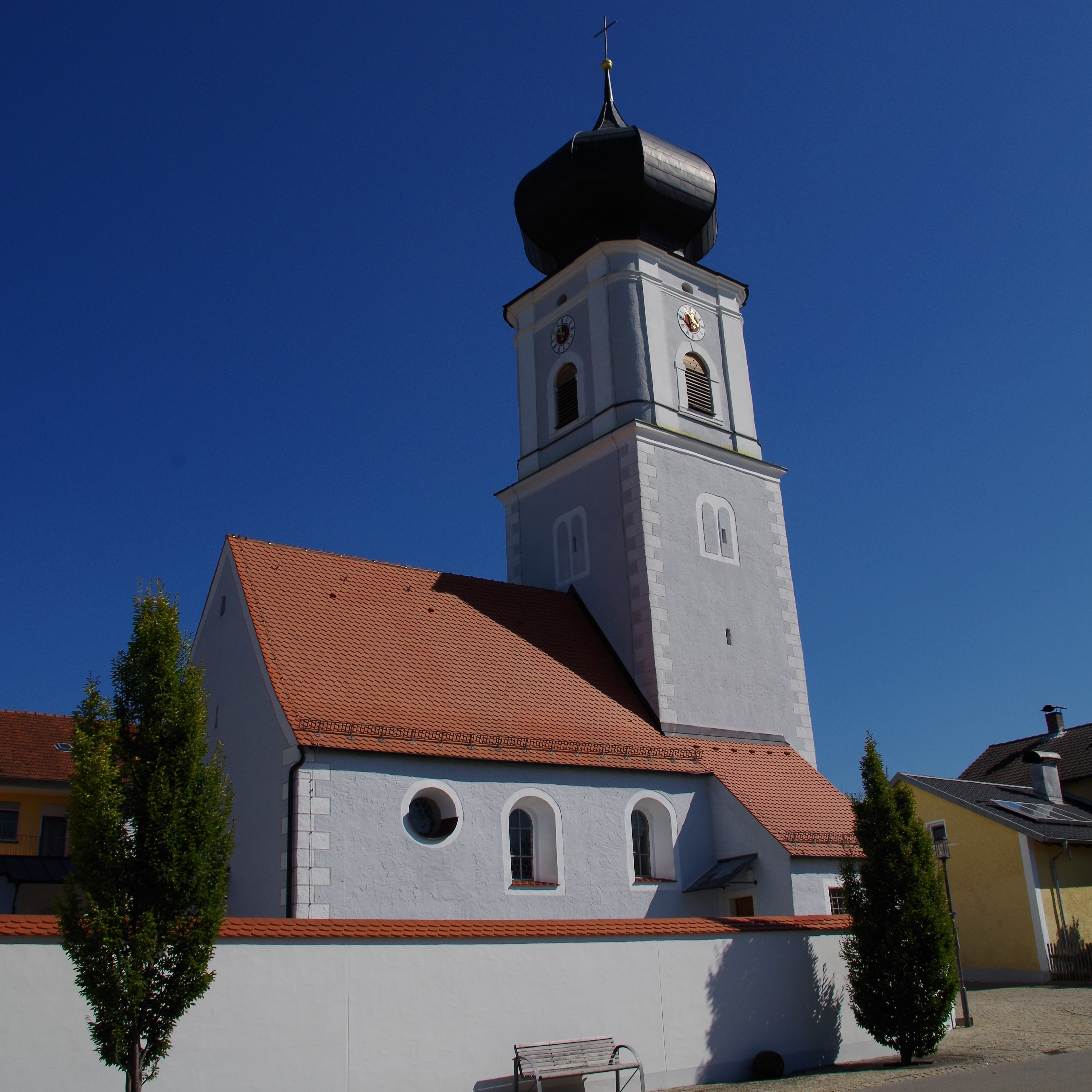
St. Sebastian (Thonlohe)

Die römisch-katholische, denkmalgeschützte Filialkirche St. Sebastian in Thonlohe, einem Gemeindeteil der Stadt Hemau im Landkreis Regensburg in der Oberpfalz, ist dem Bistum Regensburg zugeordnet. Das Bauwerk ist unter der Denkmalnummer D-3-75-148-98 als Baudenkmal in die Bayerische Denkmalliste eingetragen.

## Beschreibung
Die Saalkirche wurde um 1350 erbaut. Sie besteht aus einem Langhaus, einem Chorturm im Osten und der an dessen Südwand angebauten Sakristei. Beim Umbau um 1730 wurde der Chorturm um ein Geschoss mit Pilastern an den abgerundeten Ecken aufgestockt, das die Turmuhr und den Glockenstuhl beherbergt, und mit einer Zwiebelhaube bedeckt.
Der Innenraum des eingezogenen, quadratischen Chors, das Erdgeschoss des Chorturms, ist mit einem Kreuzgewölbe überspannt. Zur Kirchenausstattung gehört ein um 1730 gebauter, mit Akanthus verzierter Hochaltar. Die Krönung Mariens auf dem Altarretabel wird Johann Gebhard zugeschrieben. Die nicht mehr erhaltene Orgel wurde 1839 von Johann Heinssen gebaut. Stattdessen wird ein Harmonium verwendet.